# 里德 (德国)
里德（德語：Riede，發音：[ˈʁiːdə] ⓘ）是德国下萨克森州费尔登县的市镇，面积27.05平方千米，2023年12月31日人口为3,092人。